# Aleksandr Evgen'evič Ponomarëv
Aleksandr Evgen'evič Ponomarëv (in russo Александр Евгеньевич Пономарёв?; Dnipropetrovsk, 21 maggio 1957) è un pittore contemporaneo russo. Ha ricevuto l'ordine al merito Ordre des Arts et des Lettres dal Ministero della comunicazione e della cultura (Francia) "per merito nella letteratura e nell'arte" nel 2008.

## Biografia
Ponomarëv è nato nel 1957 a Dnipropetrovsk, in Ucraina. Nel 1973 si è diplomato all'accademia di belle arti di Orël (Russia). Nel 1979 si è laureato in ingegneria marina a Odessa. Mentre prestava servizio nella flotta navale russa, ha sviluppato vari progetti artistici in mare in Groenlandia e nei due poli artico e antartico. Dal 1992 è membro della dell'Associazione degli artisti di Mosca e di varie altre associazioni culturali internazionali. 
Dopo aver lasciato la marina militare, ha realizzato oltre 100 mostre e progetti artistici in gallerie e musei in Russia e all'estero. Le sue opere e i suoi progetti sono esposti presso la Galleria Tret'jakov, il Museo russo, il Museo del Louvre, il Nuovo museo nazionale di Monaco, la Cité des sciences et de l'industrie di Parigi e altri. 
Nel 2007 ha rappresentato la Federazione Russa alla 52ª Biennale Arte di Venezia. Nel 2009 ha realizzato il progetto Sub Tiziano (Ascent submarine in the Grand Canal), Evento collaterale alla 53ª Biennale Arte di Venezia.
Nel 2016 ha firmato il "Manifesto pptArt" e ha lanciato la Biennale dell'Antartide.